# 小行星8764
小行星8764（8764 Gallinago）是一颗绕太阳运转的小行星，为主小行星带小行星。该小行星于1973年9月29日发现。

## 轨道参数
小行星8764的轨道半长轴为2.4026689 UA，离心率为0.159。